# Апресян, Рубен Леонидович
Рубен Леонидович Апресян (род. 20 октября 1963, Москва) — художник.
Рубен Апресян родился в Москве 20 октября 1963 года в семье деятелей искусства. Его отец — скульптор. Мать — музыкант, педагог фортепиано. Предки Рубена Апресяна пережили Геноцид армян. Рубен начал заниматься рисованием в юные годы, пользуясь советами отца, а в 1982 году у него появились первые живописные работы.
В 1982 году поступает в Ереванское художественно-техническое училище резьбы по дереву, но через год возвращается в Москву.
Осенью 1983 года он начинает посещать мастерскую известного московского живописца, последователя Сезанна, Иосифа Гурвича и учится у него пять лет. Под влиянием учителя Апресян увлекся творчеством европейских модернистов, а также мастеров «Бубнового валета». С 1990-х годов художник часто живет и работает в Европе, не теряя связей ни с Россией, ни с Арменией, искусство и культура которой неизменно вдохновляют его. Одновременно много работает самостоятельно и принимает участие в профессиональных выставках. В эти же годы молодой художник часто бывает в Армении, впитывая впечатления от природы, архитектуры и древней культуры этой страны. Работы автора можно разделить на 3 периода:
- с 1984 по 1994 год Фовизм, работы были фигуративные и полуабстрактные, первая абстрактная работа была написана в 1990 году
- с 1994 по 2007 год Абстрактный период
- с 2007 года и по настоящее время период Минимализма

Художник участвует в выставках с 1984 года. Является членом московского отделения Союза художников с 1989-го. В 1990-х периодически жил и работал в Австрии. В 1996 году в Вене был издан первый монографический каталог, посвященный его творчеству. Участник более 200 выставок в России и за рубежом.
Его работы находятся в музейных, корпоративных и частных коллекциях, во многих странах мира.

## Выставки

### Персональные
- 2023 Персональная выставка, Армянский музей Тапан, Москва, Россия
- 2022 «Воспоминания о Храме», Армянский музей Тапан, Москва, Россия
- 2020 «От фигуратива к абстракции», Государственный музей востока, Москва, Россия
- 2018-2019 Персональная выставка в арт-студии Рубена Апресяна, Москва, Россия
- 2014 «От света к свету», галерея Russkol, Москва, Россия
- 2010 «К свету», Галерея А3, Москва, Россия
- 2009 Галерея «ДВА» Валерия Дудакова, Москва, Россия
- 2007 «Иное пространство: прошедшее в будущем», галерея «Новый Эрмитаж», Москва, Россия
- 2007 «Абстрактный реализм», особняк Атташе по культуре Посольства Швеции в РФ, Москва, Россия
- 2002-2003 Резиденция главы Представительства Европейской комиссии в России, Москва, Россия
- 2000 Галерея Unart, Филлах (Villach), Австрия
- 2000 Московский центр искусств, Неглинная 14, Москва, Россия
- 1999 Московское отделение Всемирного банка, Москва, Россия
- 1995 Галерея на Bramsplatz, Вена, Австрия
- 1995 The Palais Wittgenstein, Вена, Австрия
- 1994 Муниципальный зал Stadthaus, Клагенфурт (Klagenfurt), Австрия
- 1992 Выставка в Университете Грац (Graz), Австрия
- 1991 Bildungshaus St. Georgen, епархия Гурк в Каринтии (Carinthia), Австрия

### Групповые
- 2024 "Армянские мотивы в Сибири", Новосибирский художественный музей, Новосибирск, Россия
- 2024 "Картинки на заборе" (Р. Апресян, В. Копачев, А. Кацалап), выпущен каталог. Галерея Китай-город, Москва, Россия
- 2024 "Искусство христианской Армении" Книжная палата в Черниговском, Москва, Россия
- 2024 «Авангард. Продолжение следует…» ГВЗ Выхино, Москва, Россия
- 2024 «Одержимость цветом» ГВЗ Выхино, Москва, Россия
- 2024 Арт мир 2024 нижний новгород нижегородская ярмарка, Нижний Новгород, Россия
- 2024 «Авангард. Пути второго поколения. Выставка №1». Москва, ГВЗ Беляево, Россия
- 2023 «Второе поколение», Калужский музей изобразительных искусств, Калуга, Россия
- «Сокровища «Ковчега» в сердце Сибири», Новосибирский художественный музей, Новосибирск, Россия
- 2022 «8 ½», Армянский музей «Тапан», Москва, Россия
- 2022 «Памяти Казимира Севериновича Малевича», галерея «Два», Москва, Россия
- 2021 «Второе поколение», галерея «Два», Москва, Россия
- 2021 «Переписка из двух углов», галерея А3, Москва, Россия
- 2019-2020 «Геометризмы. 1950-2010-е» (В.Е. Андреенков, Р.Л. Апресян, Т.В. Баданина, А.В. Кирцова, В.Н. Немухин, Э.А. Штейнберг, А.М. Юликов, В.И. Юрлов), Государственная Третьяковская галерея, Москва, Россия
- 2019 Проект «Нелинейное равновесие» (Р. Апресян, Д. Бодянский, С. Соколов, Сан Сан Ка Ра) галерея «Файн Арт», ЦСИ Винзавод, Москва, Россия
- 2019 Выставка группы «Колесо», Галерея А3, Москва, Россия
- 2016 «Образ и его интеллектуальный контекст», (Р. Апресян, А. Гросицкий, С. Соколов, Н. Эльконина), Галерея Омельченко, Москва, Россия
- 2015 Проект «Грани», в рамках параллельной программы Шестой московской биеннале современного искусства (совместно с Д. Бородянским), завод «Кристалл», Москва, Россия
- 2010 «Диалог культур в пространстве академической школы», Московский академический художественный лицей РАХ, Москва / Штаб-квартира Юнеско, Париж, Франция
- 2010 Выставка МСХ «Мир живописи и скульптуры», ЦДХ, Москва, Россия
- 2008 «Москва-художники-Москва», посвящена 75-летию Московского союза художников, Москва, Россия
- 2006 «Дары музеям России», Кузнецкий Мост, 11, Москва, Россия
- 2006 «Мир живописи и скульптуры» ЦДХ, Москва, Россия
- 2005 Выставка новых поступлений «Восточная палитра», Государственный музей искусства народов Востока, Москва, Россия
- 2004 Благотворительный аукцион «Деятели искусств – будущим поколениям», посольство Королевства Нидерландов, Москва, Россия
- 2003 «Московская абстракция», Государственная Третьяковская галерея, Москва, Россия
- 2001 «Абстракция в России. XX век», Государственный Русский музей, Санкт-Петербург, Россия
- 2000 Международная выставка «Фоком-2000», Новый Манеж, Москва, Россия
- 1997 «Гармония контрастов. Русское искусство второй половины XX века», РАХ, Москва, Россия
- 1996 Институт русской культуры, Вена, Австрия. В Вене был издан первый монографический альбом Рубена Апресяна. Издание осуществлено под патронажем Фонда К. Малевича (Москва) и Конгрегации Мхитаристов (Венеция).
- 1996 Выставка-конкурс имени Виктора Попкова, ЦДХ, Москва, Россия
- 1996 Выставка «Искусство в интерьере», Новый Манеж, Москва, Россия
- 1994 Выставка новых приобретений «Собирание пространства» в Государственном музее искусства народов Востока, Москва, Россия
- 1993 Библиотека иностранной литературы имени Рудомино (А. Гросицкий, В. Ратнер, Р. Апресян), Москва, Россия
- 1992 Групповая выставка московских художников в Volksbank в г. Троссиген, Германия;
- 1991 Республиканская выставка художников России. Большой Манеж, Москва, Россия
- 1990 Всесоюзная выставка молодых художников в ЦДХ, Москва, Россия
- 1989 Групповая выставка в АПН, Москва, Россия
- 1985 Осенняя выставка московских художников в ЦДХ, Москва, Россия
- 1984-1990 Молодежные выставки, Москва, Россия

## Музейные и корпоративные коллекции
- Государственный музей изобразительных искусств им. А.С. Пушкина
- Государственная Третьяковская галерея, Москва
- Государственный Русский музей, Санкт-Петербург
- Государственный музей Востока, Москва
- Тульский музей изобразительных искусств
- Новосибирский художественный музей, Новосибирск
- Московский музей современного искусства (МОМА)
- Музей конгрегации мхитаристов, Вена, Австрия
- Собрание Фольксбанка, г. Троссинген, Германия
- Собрание Ратуши (Ратхауса), г. Троссинген, Германия
- Московский выставочный зал «Галерея А3» Москва
- Московский музей «Тапан», Москва
- Калужский музей изобразительных искусств
- Дельта-Техник (Австрия)
- Союз-Контакт (Россия)
- Тройка-Диалог (Россия)
- Эйкин Гамп (США)
- Камден Партнерс (Великобритания)

Работы находятся в частных коллекциях в России, Австрии, Армении, Германии, США, Южной Корее, Франции, Израиле, Италии, Испании, Швейцарии, Швеции, Нидерландах, Великобритании.